# アルケン・イミルバキ
アルケン・イミルバキ（ウイグル語: ئەركىن ئىمىنباقى、Erkin Iminbaqi、Arken Imirbaki、1953年9月 - ）は、中華人民共和国の官僚・政治家。新疆省カシュガル専区イェンギサール県出身。

## 経歴
1953年9月、新疆省カシュガル専区イェンギサール県で生まれる。文化大革命中期の1971年よりウルムチ県の東風人民公社で知識青年として労働に従事。1972年、ウルムチ市陶瓷場に勤務する。1974年、西北軽工学院硅酸塩学科（現在の陝西科技大学）に入学した。1977年を卒業。大学を卒業してウルムチ市陶瓷場に戻り、技術員、車間主任、副工場長を歴任した。1980年6月に中国共産党入党。
1984年、ウルムチ市工業局副局長に就任。ウルムチ市経済委員会副主任に就任。1992年、ウルムチ市市長助理に任命。1994年、新疆ウイグル自治区経済貿易委員会党組成員兼副主任に転任。1997年、新疆ウイグル自治区機械電子工業庁（国防工弁）党組副書記兼庁長に就任。1999年、新疆ウイグル自治区人民政府秘書長兼弁公庁党組書記に就任。2001年、中国共産党新疆ウイグル自治区委員会常務委員兼同区人民政府副主席に昇格。2008年、新疆ウイグル自治区人民代表大会常務委員会主任に任命。2013年3月14日、中央に移り、全国人民代表大会常務委員会副委員長（次官）に就任。
2020年12月、香港国家安全法に関与する人物として、アメリカ合衆国国務省による「米国内資産凍結、米国人との取引禁止」の制裁対象に指定された。